# Női 3 méteres műugrás a 2014-es nemzetközösségi játékokon
A női 3 méteres műugrást a 2014-es nemzetközösségi játékokon augusztus 2-án rendezték meg az edinburgh-i Royal Commonwealth Pool-ban. Délelőtt a selejtezőt, késő délután pedig a döntőt.
A döntőt az ausztrál Esther Qin nyerte, maga mögé utasítva a kanadai Jennifer Abelt és az angol Hannah Starling-et.

## Eredmények
| #  | Tagállam   | Név                | Selejtező | Selejtező | Döntő   | Döntő  |
| #  | Tagállam   | Név                | Rangsor   | Pontok    | Rangsor | Pontok |
| -- | ---------- | ------------------ | --------- | --------- | ------- | ------ |
|    | Ausztrália | Esther Qin         | 3         | 324,60    | 1       | 347,25 |
|    | Kanada     | Jennifer Abel      | 1         | 336,90    | 2       | 324,70 |
|    | Anglia     | Hannah Starling    | 4         | 311,05    | 3       | 316,95 |
| 4  | Ausztrália | Madison Keeney     | 2         | 336,75    | 4       | 308,20 |
| 4  | Malajzia   | Ng Yan Yee         | 5         | 310,95    | 4       | 308,20 |
| 6  | Kanada     | Pamela Ware        | 9         | 289,45    | 6       | 308,10 |
| 7  | Anglia     | Alicia Blagg       | 6         | 300,70    | 7       | 300,95 |
| 8  | Ausztrália | Anabelle Smith     | 8         | 290,25    | 8       | 298,95 |
| 9  | Skócia     | Gracie Reid        | 10        | 281,80    | 9       | 297,50 |
| 10 | Anglia     | Rebecca Gallantree | 11        | 266,25    | 10      | 292,20 |
| 11 | Malajzia   | Nur Dhabitah Sabri | 7         | 292,35    | 11      | 284,20 |
| 12 | Malajzia   | Cheong Jun Hoong   | 12        | 257,15    | 12      | 271,95 |
|    |            |                    |           |           |         |        |
| 13 | Kanada     | Emma Friesen       | 13        | 194,40    |         |        |
| 14 | Tonga      | Maria Zarka        | 14        | 184,40    |         |        |